# Bar (rivière)
Pour les articles homonymes, voir Bar.
La Bar est une rivière française du département des Ardennes, affluent en rive gauche de la Meuse. 

## Géographie
De 61,6 km de longueur, la Bar naît dans l'est du département des Ardennes sur le territoire de la commune d'Harricourt, située à l'ouest de la localité de Buzancy, dans l'Argonne ardennaise. Son cours s'infléchit rapidement vers le nord, direction générale que la rivière maintiendra tout au long de son parcours. Ce dernier se déroule entièrement dans le département des Ardennes. La rivière baigne successivement les localités de Brieulles-sur-Bar, Les Petites-Armoises, Tannay, Vendresse, Chémery-Chéhéry, Connage, Omicourt], Cheveuges, Saint-Aignan et Villers-sur-Bar. Elle conflue avec la Meuse sur les territoires des communes de Dom-le-Mesnil et Villers-sur-Bar, dont elle marque la séparation, en face de Vrigne-Meuse, à quelques kilomètres en aval de Sedan. 

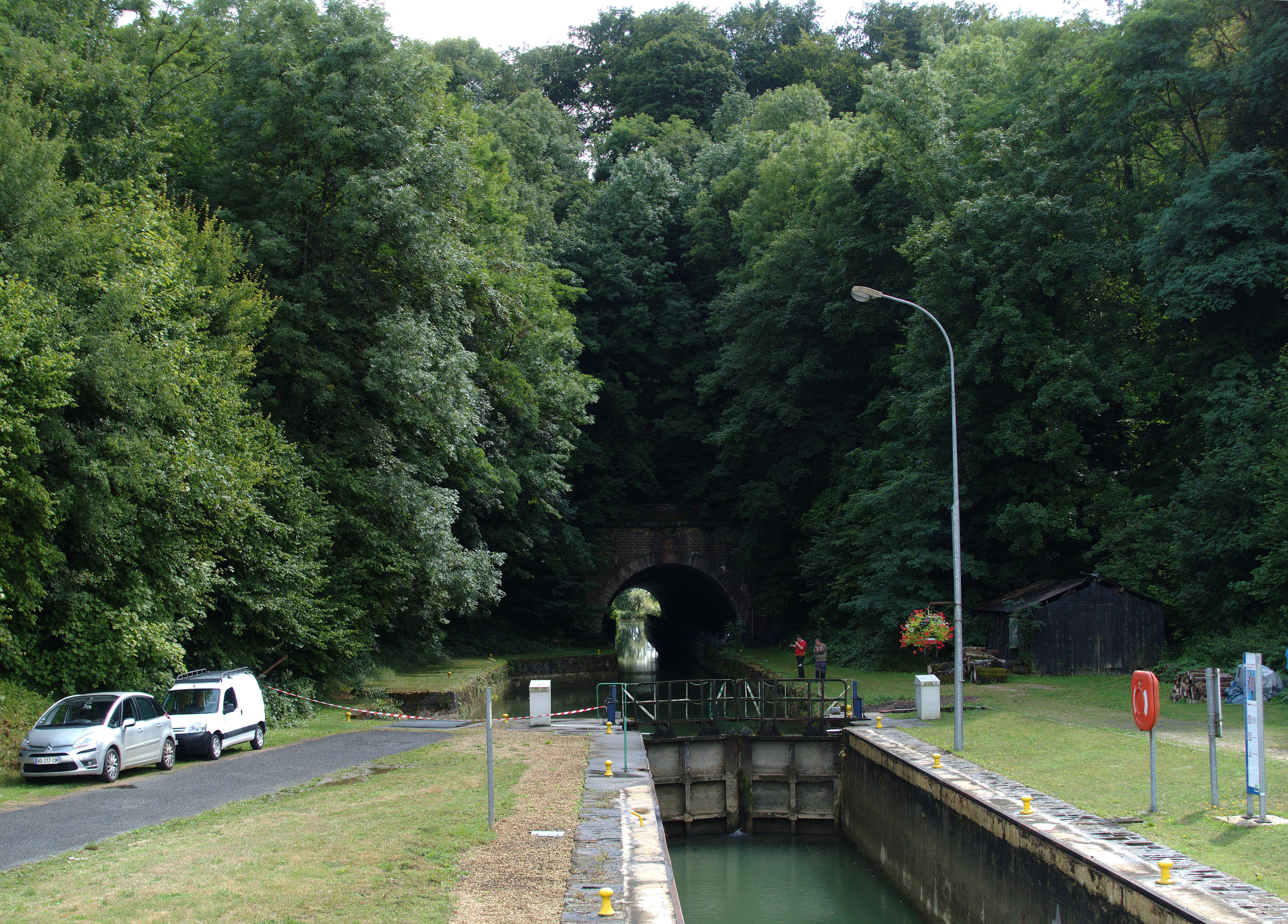
Canal des Ardennes dans la vallée de la Bar : tunnel et écluse à Saint-Aignan.

Sur la plus grande partie de sa longueur, entre les Petites-Armoises et Vrigne-Meuse, la vallée de la Bar héberge le canal des Ardennes qui relie l'Aisne et la Meuse. Ce canal fut construit à l'époque de Louis-Philippe et nécessita la construction de 27 écluses du côté de l'Aisne. On construisit aussi un barrage sur un affluent de la Bar, le Bairon, formant un réservoir destiné à alimenter le canal en eau. Aujourd'hui ce lac, long de quatre kilomètres est devenu une base de loisirs importante située sur la commune du Chesne, localité située à deux kilomètres à l'ouest du cours de la Bar.
Notons que, dans le bassin versant de la Bar, une ZNIEFF (ou Zone naturelle d'intérêt écologique, faunistique et floristique) a été décrite entre les localités de Tannay et Vendresse, sous le nom de "Les Prairies de la Vallée de la Bar entre Tannay et Vendresse". Celle-ci constitue l'habitat de pas moins de 70 espèces animales et une espèce de phanérogames protégées, ainsi que de 28 espèces animales et quatre espèces végétales menacées.

## Histoire de la vallée de la Bar

### La préhistoire
La Bar apparaît actuellement comme un modeste cours d'eau qui coule dans une large et imposante vallée. En réalité, ce large couloir est l'œuvre d'une rivière, aujourd'hui disparue, qui prolongeait le cours de l'Aire et dont le débit cumulait ceux de l'Aire et de la Bar. On pourrait l'appeler l'"Aire-Bar". Mais cette dernière recevait en plus, par la vallée de Montgon, un très gros affluent collectant les eaux de l'Aisne supérieure et de la Marne supérieure (y compris les eaux du bassin de la Saulx), que l'on pourrait appeler l'"Aisne-Marne". Cette rivière a également disparu. Mais à cette époque, il y a semble-t-il un million d'années , un flot considérable d'eau drainait des milliers de kilomètres carrés depuis le plateau de Langres aux portes de la Bourgogne, et se taillait, dans le plateau, un lit à sa mesure, comme la Meuse le fit à travers les Ardennes. Plus tard, par captures successives, la Marne, puis l'Aisne et l'Aire se séparèrent de la Bar, abandonnant l'imposante vallée à cette petite rivière, la Bar.

### L'époque historique - La Bar navigable
Ce large passage entre les crêtes préardennaises et l'Argonne constituait une voie d'invasion remarquable et tentante. Du côté de Brieulles-sur-Bar, le fond plat et marécageux de la vallée devint, à l'époque historique, un excellent moyen de défense : on assistait, de loin, retranché dans les marais, à l'arrivée de l'ennemi, qui rapidement s'embourbait dans les marécages. 
Cependant les marais opposaient un obstacle tout aussi sérieux à l'établissement de bonnes voies de communications terrestres indispensables aux échanges et à l'économie. Dans ces conditions, c'est par la rivière elle-même que les communications s'établirent. Les documents nous apprennent que jadis, la Bar était navigable. Depuis longtemps, la batellerie y était active, puisque déjà en 1344, le comte de Rethel se réserve le droit de "mener à nef par la rivière de la Bar la vidange de ses bois". C'est par elle que les marchandises atteignent la Meuse et, au-delà, les Pays-Bas. Les commerçants les plus actifs sont les Chartreux du Mont-Dieu. Brieulles devint le port fluvial de toute la région : c'est le point de convergence économique de la contrée. 
Mais les habitants furent insouciants ou ne réussirent pas à s'entendre, et laissèrent ce réseau navigable à l'abandon. En 1755, encore, un mémoire envisageant la liaison Aisne-Meuse par un canal, remarque que la Bar est "naturellement navigable presque jusqu'à sa source". Mais en 1817, un rapport constate que le cours d'eau s'est envasé. Un demi-siècle environ a donc suffi pour modifier l'aspect de la rivière, la rendant inutilisable.

## Affluents
- La Bièvre
- Le Bairon et son lac.

## Hydrologie

### La Bar à la confluence avec la Meuse
Le module de la rivière au confluent de la Meuse à Vrigne-Meuse[réf. nécessaire], vaut 5,6 m3/s pour un bassin versant de 424,9 km2 (). 

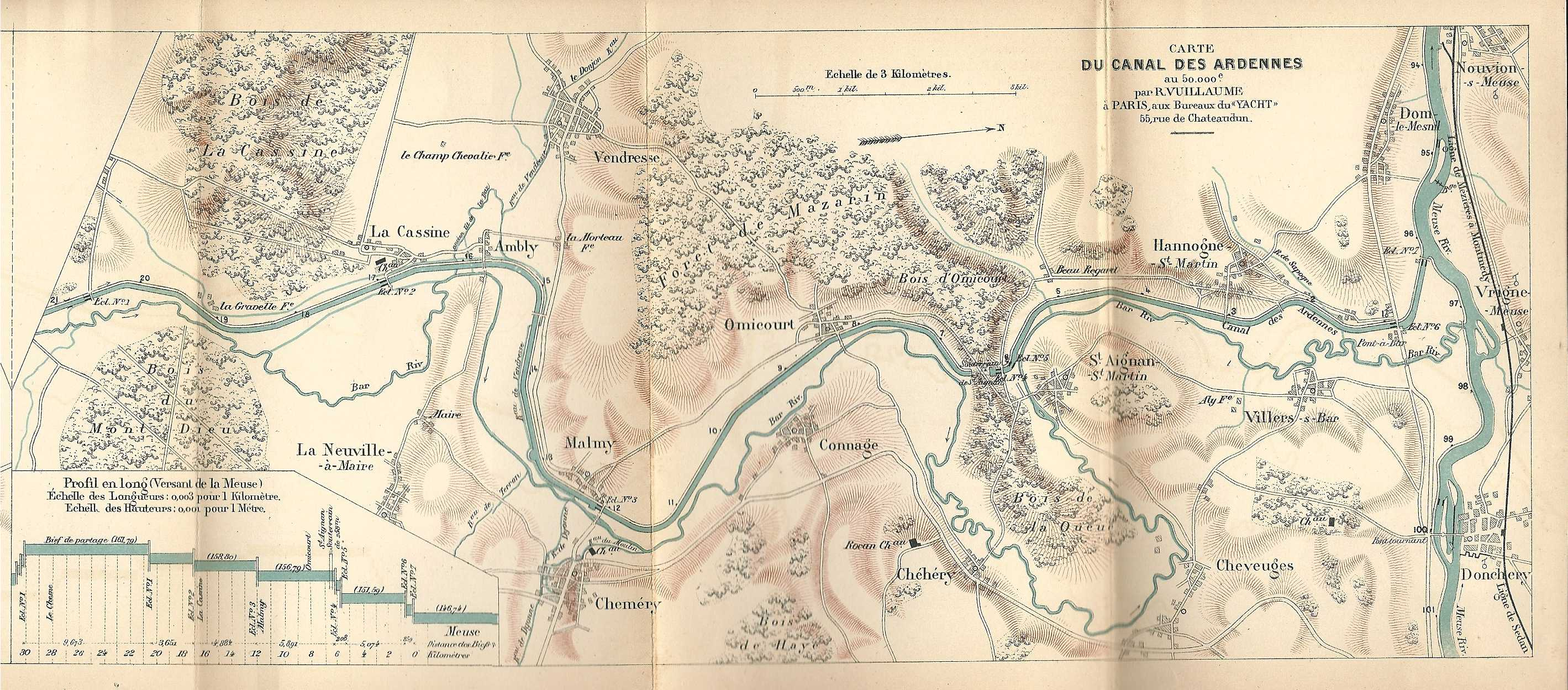
Le canal des Ardennes et la Bar ; l'on voit Pont-à-Bar à la confluence de la Bar et du canal des Ardennes avec la Meuse

### La Bar à Cheveuges
Le débit de la Bar a été observé durant une période de 38 ans (1970-2007), à Cheveuges, petite localité du département des Ardennes située peu avant son confluent avec la Meuse . Le bassin versant de la rivière y est de 389 km2 (soit 91 % de la superficie totale de celui-ci).
Le module de la rivière à Cheveuges est de 5,07 m3/s. 
La Bar présente des fluctuations saisonnières de débit assez marquées, comme c'est bien souvent le cas dans l'est de la France, avec des hautes eaux d'hiver-printemps portant le débit mensuel moyen à un niveau situé entre 8,09 et 10,4 m3/s, de décembre à début avril inclus (avec un maximum en janvier et surtout février), et des basses eaux d'été assez prolongées, de la mi-juin à la mi-octobre, entraînant une baisse du débit moyen mensuel allant jusqu'à 1,27 m3/s au mois de septembre, ce qui reste appréciable.

### Étiage ou basses eaux
Aux étiages, le VCN3 peut chuter jusque 0,22 m3/s, ce qui est assez sévère, mais normal comparé aux débits d'étiage d'autres rivières de l'est du pays, comme l'Orne par exemple (VCN3 de 0,56 m3/s, pour un bassin de 1 268 km2 et un module de 12,4 m3/s).

### Crues
Les crues peuvent être assez importantes. Les QIX 2 et QIX 5 valent respectivement 27 et 39 m3/s. Le QIX 10 est de 47 m3/s, le QIX 20 de 55 m3/s et le QIX 50 de 65 m3/s. Ces valeurs de crue sont près du double de celles du Ton, affluent de la Chiers toute proche, et dont la surface de bassin comme la valeur du module sont fort voisins.
Le débit instantané maximal enregistré a été de 94,5 m3/s le 2 novembre 1998, tandis que la valeur journalière maximale était de 86,6 m3/s le même jour. En comparant la première de ces valeurs à celles des différents QIX de la rivière, il apparaît que ces crues, étaient bien plus que cinquantennales, peut-être centennales ou bi-centennales et donc tout à fait exceptionnelles.
Il est intéressant de comparer ces débits avec ceux d'une autre rivière de la région située plus à l'est, comme la Nied française (rivière du plateau lorrain) en fin de parcours, dont le débit moyen vaut 3,9 m3/s pour un bassin versant de 504 km2. Le débit d'étiage VCN3 de la Nied française peut chuter jusque 0,28 m3/s contre 0,22 pour la Bar, ce qui est tout à fait équivalent. Par contre, le QIX 10 de la Nied, vaut 93 m3/s contre 47 pour la Bar, et son QIX 50 se monte à 130 m3/s (contre 65 pour la Bar), cela malgré un module nettement moindre pour la Nied française. C'est dire que les irrégularités et les crues de cette dernière sont bien plus importantes que celle de la Bar, qui apparaît malgré tout dans la région nord-est du pays comme une rivière plus régulière que ses consœurs lorraines.

### Lame d'eau et débit spécifique
La Bar est une rivière petite, mais relativement abondante, bien alimentée par les précipitations de son bassin. La lame d'eau écoulée dans son bassin versant est de 413 millimètres annuellement, ce qui est nettement supérieur à la moyenne d'ensemble de la France tous bassins confondus, mais normal à modéré comparé aux divers cours d'eau du bassin de la Meuse, généralement fort bien fournis. Sa lame d'eau est légèrement inférieure à la moyenne du bassin français de la Meuse observé à Chooz, près de sa sortie du territoire français (450 millimètres). Le débit spécifique (ou Qsp) atteint 13,0 litres par seconde et par kilomètre carré de bassin.

## Qualité de l'eau
Alors qu'en 2005, la qualité de l'eau de la Bar était qualifiée de "bonne", la situation s'est un peu dégradée en 2006. De ce fait, l'Agence de l'Eau Rhin-Meuse n'attribuait à l'eau de la rivière, analysée au niveau de Cheveuges, que la qualité de « passable » (catégorie 2) en lieu et place de « bonne » (catégorie 1B) . La raison en est une demande chimique en oxygène (DCO) en forte augmentation (passage brusque de 19 à 36 mg/litre de 2005 à 2006), niveau lui aussi qualifié de « passable ». Le taux de saturation en oxygène, avec 78 % en 2006, recueillait encore la mention « bonne », et correspondait à un chiffre « excellent » de 8,3 milligrammes par litre. Quant à la teneur en ion ammonium ou NH4+, elle se situait au bon niveau de 0,16 mg/litre, en recul cependant par rapport à l'année précédente où ce niveau était qualifié de « très bon ». 

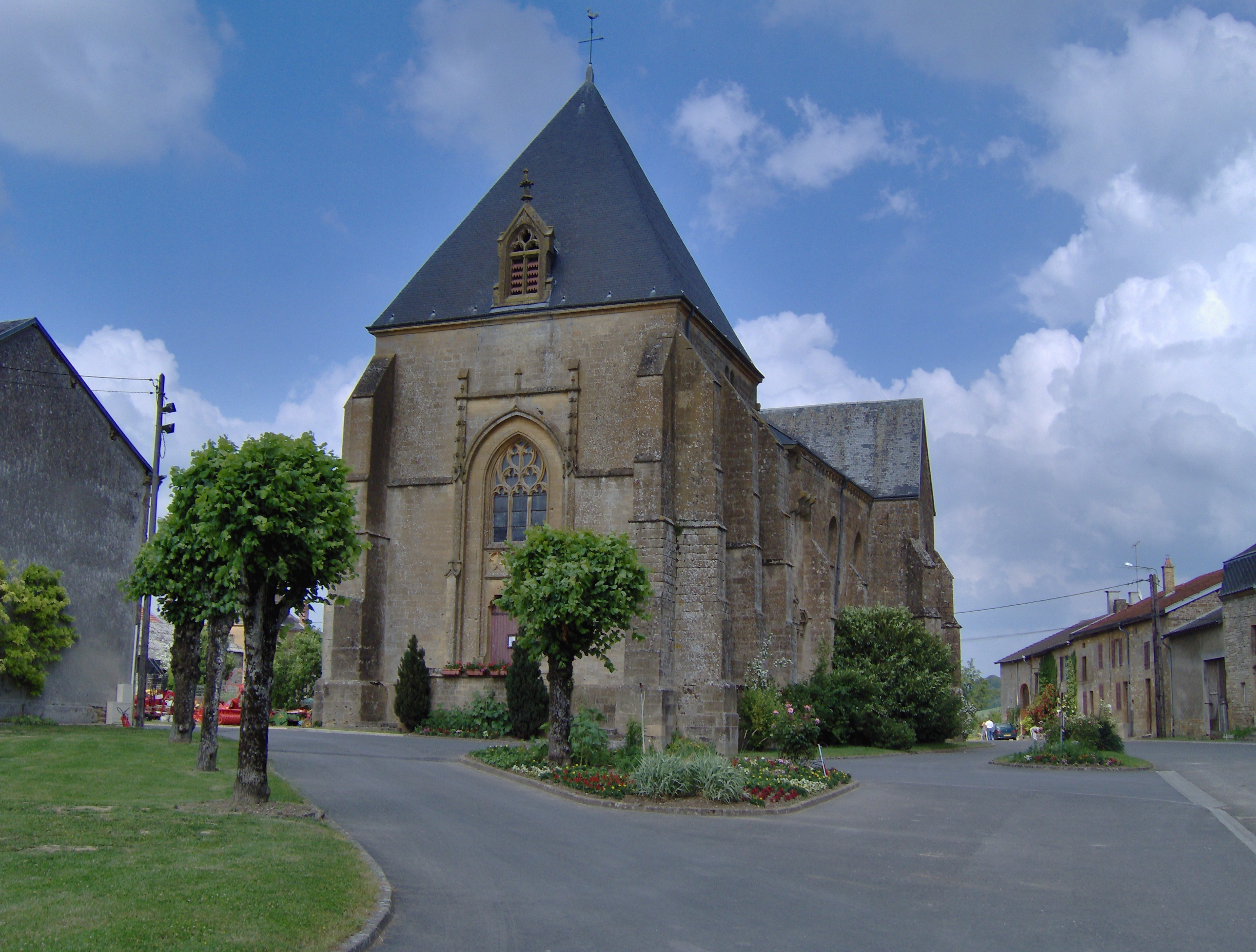
Église fortifiée de Brieulles-sur-Bar.

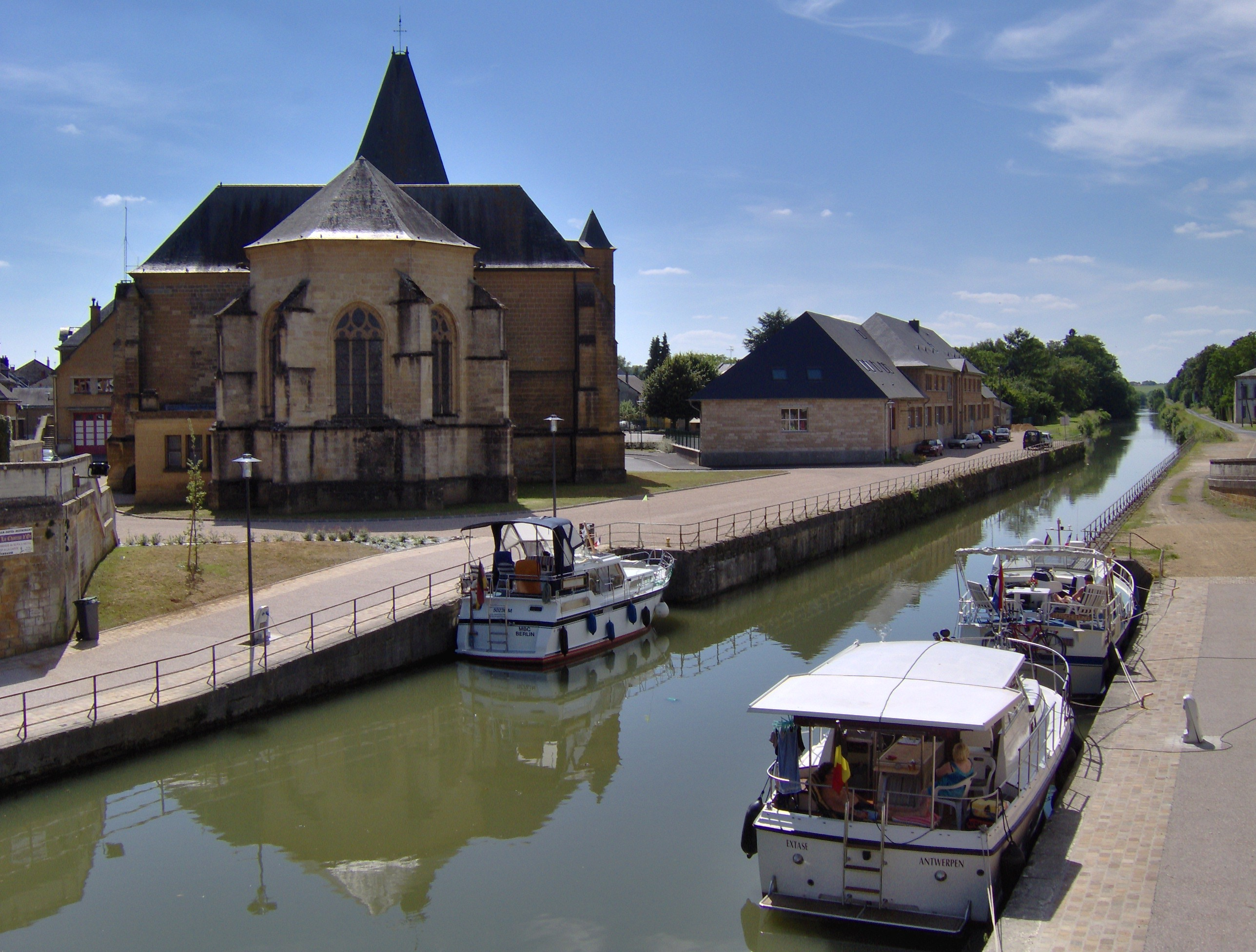
Église et canal à la traversée de la localité du Chesne.

L'objectif de qualité retenu pour les eaux de la rivière reste bien sûr "qualité bonne".

## Patrimoine - Curiosités - Tourisme
Toute la région, fort boisée et verdoyante, est attractive. On note, comme en Thiérache, la présence de nombreuses églises fortifiées, destinées aux XVe et XVIe siècles, à protéger les populations des horreurs perpétrées par les bandes de coupe-jarrets et troupes ennemies venues des Pays-Bas ou de l'Empire Germanique voisins.
- L'église fortifiée d'Autruche (inscrit Monument Historique) avec mâchicoulis et meurtrières.

- Brieulles-sur-Bar : Église fortifiée (Monument Historique) et Château-ferme (Monument Historique).

- Le lac de Bairon. Ce dernier a été aménagé partiellement en réserve naturelle pour les oiseaux. Il s'inscrit dans un paysage de collines verdoyantes.

- La localité du Chesne est devenue une station touristique traditionnelle. Possibilité de canoë-kayak, sports nautique, écoles de voile. Église des XIIIe, XVe et XVIe siècles (Monument Historique).

- Tannay, son église fortifiée aux XVe et XVIe siècles, avec tour massive, canonnières, tourelle et encorbellement, possède d'antiques statues (Monument Historique). L'église a été restaurée après avoir subi des dévastations en 1940. Elle contient une plaque de dédicace consacrée au Xe siècle par l'archevêque de Reims Adalbéron qui sacra Hugues Capet.

- Vendresse et son église fortifiée Saint-Martin du XVe siècle avec fonts baptismaux du XIIIe, son ancien couvent des Cordeliers.

- Cheveuges : Église romane (Monument Historique) avec portail flanqué de contreforts et tour carrée construite au-dessus du chœur, lui-même voûté d'ogives. Village fleuri "deux fleurs".

- Le tunnel du canal des Ardennes à Saint-Aignan

- La jolie localité de Villers-sur-Bar et le mont Piot. Église Saint-Rémy du XIIIe aménagée au XVIIe. Village vert. Pêche, randonnées, relais équestre...

## La ZNIEFF des Prairies de la Vallée de la Bar

### La faune des vertébrés

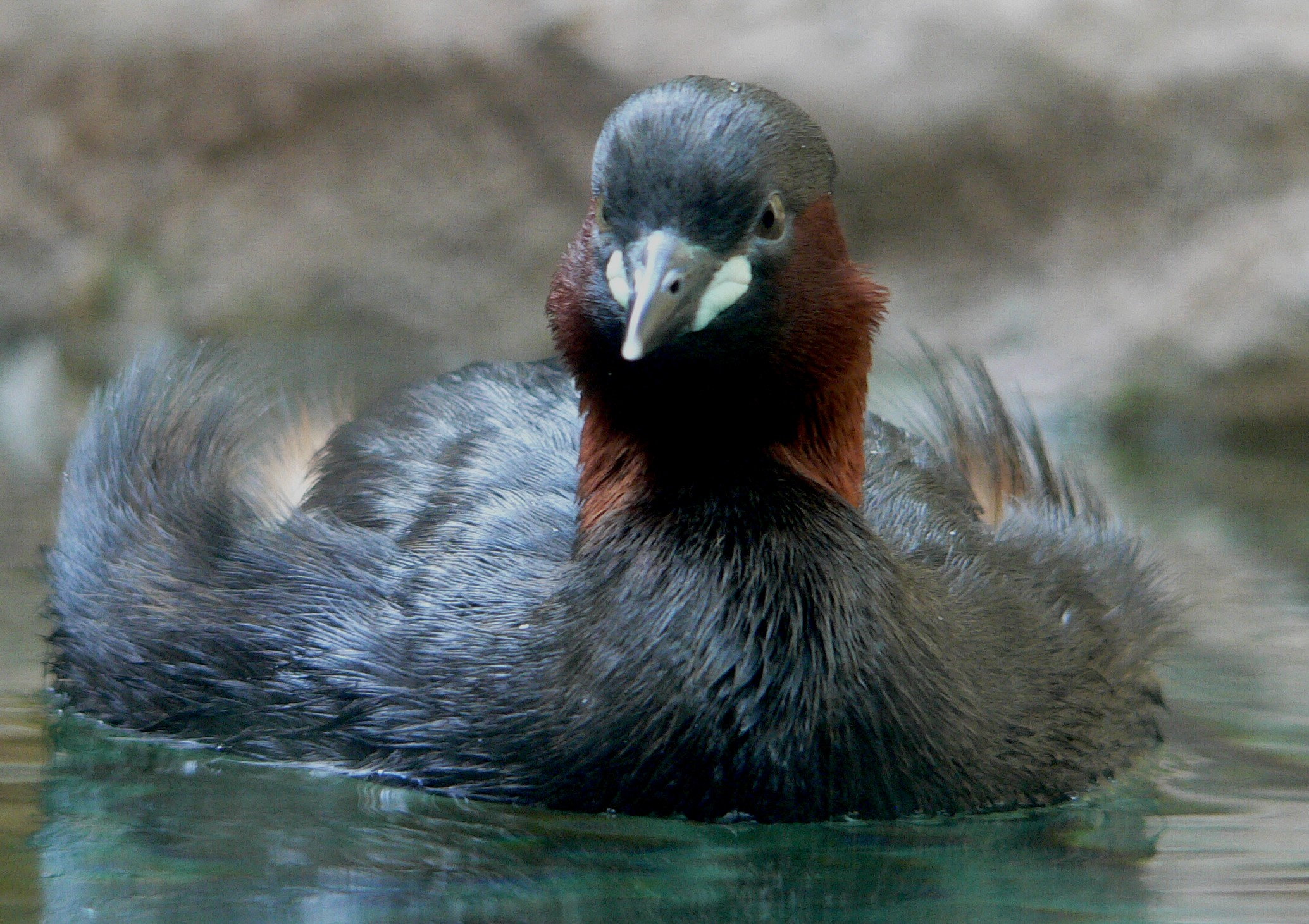
Le grèbe castagneux.

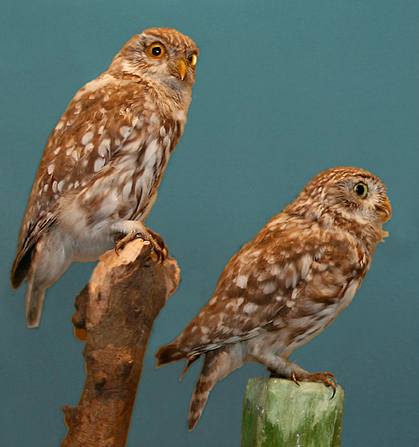
La chouette chevêche.

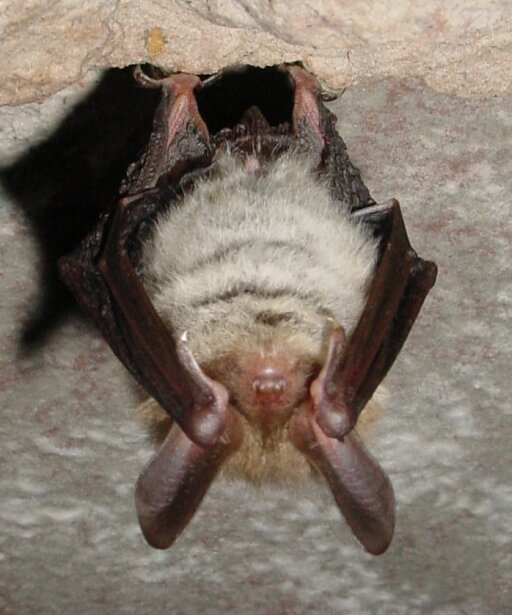
La chauve-souris Vespertillion de Bechstein est bien représentée dans la vallée de la Bar.

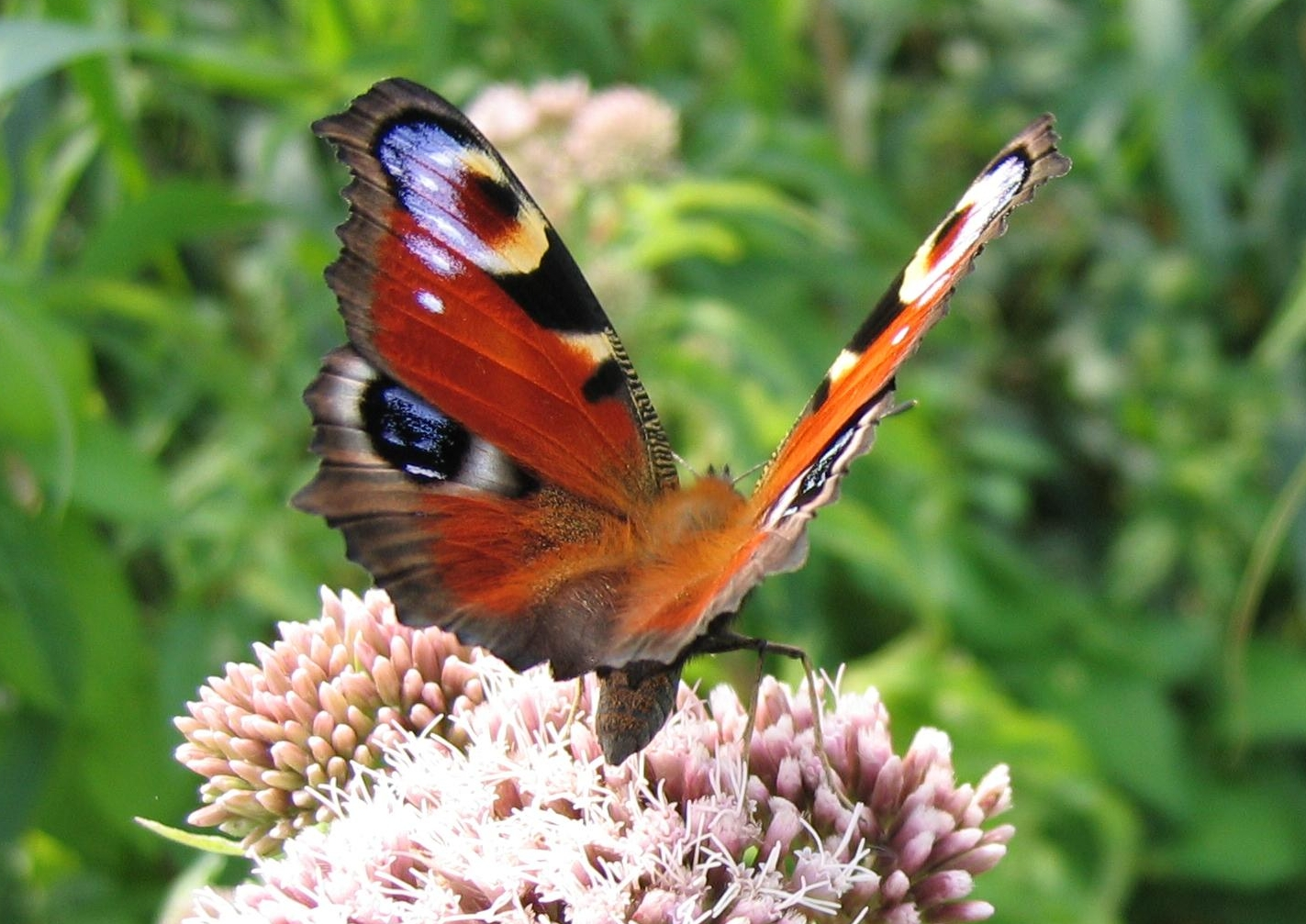
Le papillon Paon du jour fréquente lui aussi la vallée de la Bar.

La faune de la ZNIEFF est extrêmement riche et variée. Ce qui cause avant tout cette richesse, ce sont les inondations qui la recouvrent périodiquement, attirant de multiples oiseaux, en hiver et au début du printemps surtout. 
La Bar, les ruisseaux affluents et les nombreux étangs du bassin abritent une faune piscicole variée. La rivière est une zone de reproduction importante pour la lote de rivière. On y trouve aussi la loche de rivière (en régression sensible en France, inscrite à l'annexe III de la convention de Berne et à l'annexe II de la directive habitats). Ces deux espèces figurent dans le livre rouge de la faune menacée en France.
On trouve également le brochet, la lamproie de Planer, l'ablette de rivière, la truite fario, le barbeau commun, le chevesne, le goujon, le vairon. Le sandre est très rare, sauf dans les étangs où il a été introduit pour la pêche. 
Au nord de la zone de la ZNIEFF, d'anciennes ballastières se sont transformées en étangs artificiels. On y trouve la bouvière, poisson très sensible à la pollution, considérée comme une espèce vulnérable en France et figurant dans le livre rouge national, inscrite sur l'annexe III de la convention de Berne. On y rencontre aussi la carpe, la tanche, et plus rarement l'épinochette.
La faune amphibienne est variée, étant donné la présence de plans d'eau et de nombreux fossés. Citons surtout la rainette arboricole, protégée en France et en Europe, inscrite à l'annexe II de la convention de Berne. 
Mais c'est l'avifaune qui est la plus remarquable. On y dénombre pas moins de 56 espèces d'oiseaux, dont 39 protégées et 8 en danger. 
Les espèces de canard sont variées et leur effectif nombreux. Ils fréquentent tous les milieux aquatiques y compris les cours d'eau : canards souchets, canards pilets, siffleurs, sarcelles d'été, grèbe huppé et grèbe castagneux, foulque macroule, poule d'eau, etc. Des grues cendrées peuvent s'observer (passage et petit hivernage partiel) ainsi que de nombreux passereaux. On peut ainsi assister à des passages importants de grives litornes et de mauvis). Dans les endroits bocagers ou les prairies, on trouve le tarier pâtre, la pie-grièche grise, la pie-grièche à tête rousse, le rougequeue à front blanc. 
Quant aux secteurs marécageux, ils hébergent la rousserolle verderolle et de la rousserolle effarvatte. 
Les prédateurs rapaces sont bien sûr présents : la buse, l'autour des palombes, le milan noir, le milan royal et l'épervier d'Europe. 
De nombreuses espèces rares, inscrites sur la liste rouge des oiseaux menacés en Champagne-Ardenne, trouvent là un des derniers endroits où elles peuvent nidifier : plus précisément, il s'agit du courlis cendré, très rare, du vanneau huppé (lequel présente de gros effectifs en passage et hivernage), du tarier d'Europe, de la pie-grièche écorcheur, en recul important, du pipit farlouse, de l'hirondelle de rivage, de la chouette chevêche et du busard cendré.
La zone se caractérise aussi par l'importante présence de différentes espèces de chauves-souris, plusieurs colonies importantes se situant à proximité de la ZNIEFF, à Vendresse, au Mont-Dieu et à Chémery-sur-Bar, dont les membres viennent chasser sur ce territoire. On note ainsi la présence des petits et grands rhinolophes, du grand murin, de la noctule commune, des vespertilions de Bechstein, de Brandt et à oreilles échancrées. 
On peut également y rencontrer la musaraigne aquatique, protégée en France et inscrite sur la liste rouge des mammifères de Champagne-Ardenne.

### La faune des insectes
Les insectes rares sont aussi fréquents et parmi eux deux papillons remarquables, le cuivré des marais et le fadet des tourbières. Tous deux sont en danger partout en Europe et en forte régression en France et sont protégés sur le plan national et inscrits à l'annexe II de la convention de Berne, et figurent dans le livre rouge de la faune menacée en France. Mais on trouve aussi d'autres papillons diurnes ou nocturnes tels le machaon, le citron, paon du jour, la belle-dame, l'azuré de la bugrane, le petit sphinx et le grand sphinx de la vigne. 
Plus de vingt espèces d'odonates (libellules et demoiselles) ont été observées dont cinq espèces inscrites sur la liste rouge régionale : libellule fauve, orthetrum brun, gomphe vulgaire, agrion gracieux et aeshne printanière. D'autres libellules et demoiselles caractéristiques des milieux humides s'y rencontrent également, comme la libellule déprimée, le leste fiancé, l'agrion élégant, l'agrion jouvencelle, la cordulie bronzée, le gomphe joli, et d'autres encore. 
De nombreux criquets et Sauterelles fréquentent également ces endroits dont six sont inscrits sur la liste rouge régionale : le criquet verte-échine, le criquet marginé, le criquet des montagnes, le criquet ensanglanté, le conocéphale des roseaux et un criquet géophyte, le tetrix nutans. Bien sûr on y rencontre également des espèces plus courantes, comme le phanéroptère porte-queue, la decticelle bariolée, la grande sauterelle verte, le criquet mélodieux, le criquet duettiste et le criquet à long corselet.